# Per Lennerbrant
Per Einar Micael Lennerbrant, född 3 juli 1967, är en svensk jurist.
Lennerbrant har arbetat i Justitiedepartementet, bland annat som departementsråd och för enheten för processrätt och domstolsfrågor samt som ämnesråd vid straffrättsenheten. Han blev lagman i Eskilstuna tingsrätt 2016 och chefsrådman i Stockholms tingsrätt 2018.
Per Lennerbrant valdes den 15 maj 2019 av riksdagen till justitieombudsman. Han tillträdde den 9 september 2019.